# Müden (Aller)
Müden (Aller) – miejscowość i gmina w Niemczech, w kraju związkowym Dolna Saksonia, w powiecie Gifhorn, wchodzi w skład gminy zbiorowej Meinersen.
Według Paula Kühnela nazwa Müden (Aller) pochodzi od słowiańskiego słowa mątinŭ = mętny (porównaj czeskie Mutná)